# ميشيل بارون
ميشيل بارون (بالفرنسية: Michel Baron )‏ (و. 1653 – 1729 م) هو ممثل، وكاتِب، وكاتب مسرحي، وممثل مسرحي، من فرنسا، ولد في باريس، توفي في باريس، عن عمر يناهز 76 عاماً.

## مناصب
تولى منصب Sociétaires of the Comédie-Française.

## روابط خارجية
- ميشيل بارون على موقع IMDb (الإنجليزية)
- ميشيل بارون على موقع الموسوعة البريطانية (الإنجليزية)